# سيسنا 160
سيسنا 160 هي طائرة أميركية بمحرك واحد وأربعة مقاعد بجناح علوي يستعمل كنموذج مبدئي طورته شركة سيسنا. تم بناء نموذج واحد لم يدخل مرحلة الإنتاج.

## وصلات خارجية
- صور الانتهاء من طراز سيسنا 160 النموذج وصورتين من التخلي عن fusealge في الخردة

## للإستزادة
- سيسنا 150
- سيسنا 172